# Carlos Frödden
Carlos Froedden Lorenzen (n. Coronel, 14 de mayo de 1887 - f. Santiago, 12 de agosto de 1976) fue un marino y político chileno. En 1925 fue designado ministro del Marina, durante el gobierno de Emiliano Figueroa, controlado desde bambalinas por el ministro de Guerra, el coronel Carlos Ibáñez del Campo, de quien Froedden era seguidor. Una vez que Ibáñez se hizo con la presidencia, en mayo de 1927, Froedden reunió bajo su mando las carteras de Guerra y Marina. Ascendió a ministro por primera vez con el rango de capitán de fragata, lo que desató una seguidilla de renuncias de algunos de sus ofendidos superiores jerárquicos. 
Posteriormente, en medio de la crisis económica derivada de la Gran Depresión, Ibáñez lo nombró ministro del Interior, en reemplazo de Juan Esteban Montero. Su ejercicio en Interior duró 4 días, del 22 al 26 de julio, hasta que Ibáñez renunció a la presidencia y abandonó el país. Durante esos días Froedden ordenó una dura represión de las manifestaciones sociales ocurridas en Santiago, que significó la muerte de una decena de personas. 
El contraalmirante Edgardo von Schroeders lo acusó como uno de los instigadores de la Sublevación de la Escuadra de Chile ocurrida en septiembre de 1931, pero no hay pruebas directas de esta imputación.
Durante su carrera naval había llegado, en 1925, a ser director de la Escuela de Artillería y Depósito General de la marina de la Armada de Chile. Antes había promovido la introducción del buceo como arma táctica ya que había hecho el curso de buzo en Europa y EE. UU., llegando a escribir el manual oficial sobre esta especialidad.
Su hermano Orestes Frödden Lorenzen fue Gran Maestro de la Gran Logia de Chile.